# Décès en 912
Décès
- 908
- 909
- 910
- 911
- 912
- 913
- 914
- 915
- 916

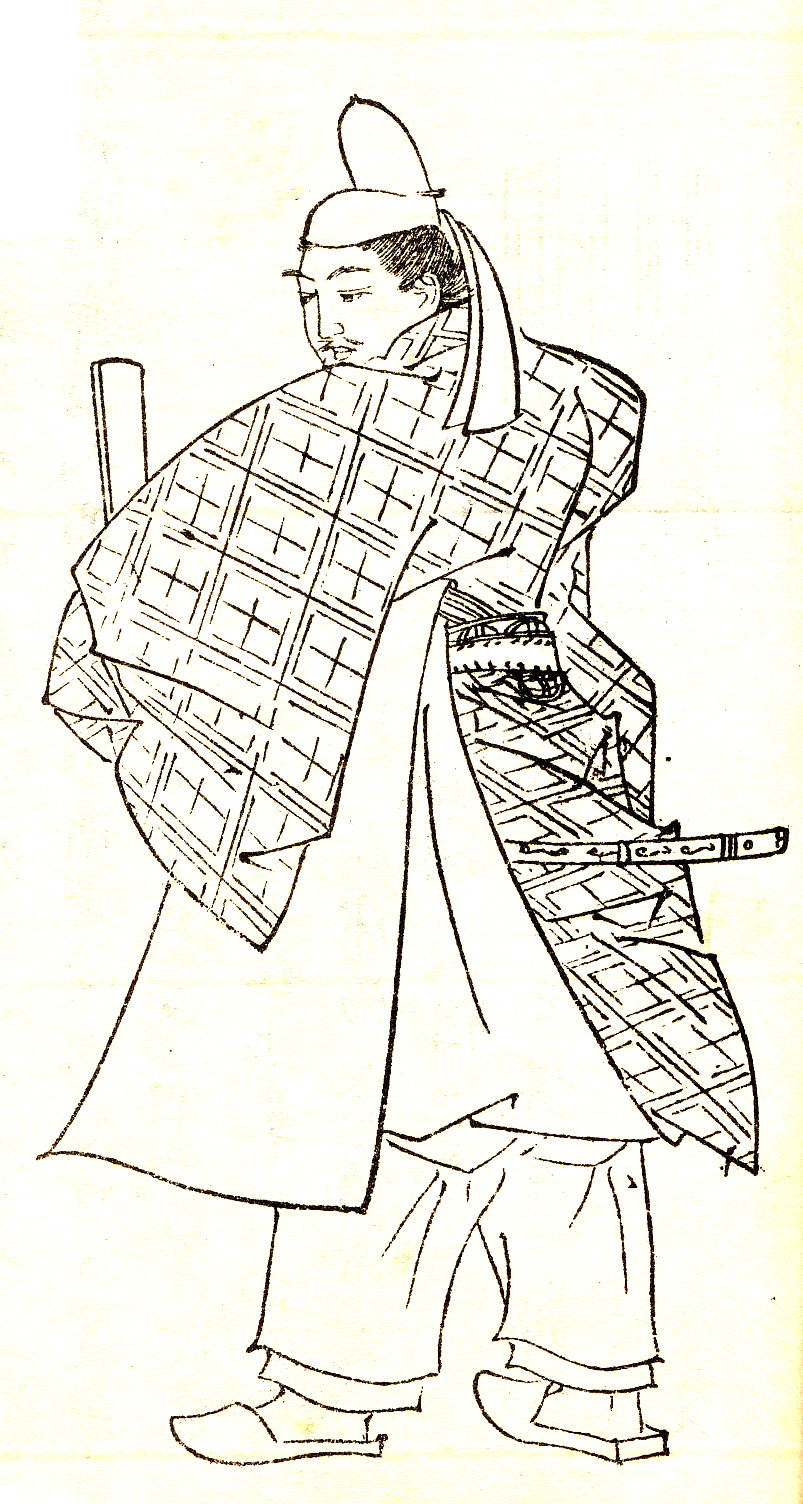
Ki no Haseo mort en 912.

°Cette page dresse une liste de personnalités mortes au cours de l'année 912 :
- 1er mars : Ki no Haseo, politicien, érudit et poète japonais.
- 6 avril : Notker le Bègue, moine de Saint-Gall, auteur d’une vie romancée de Charlemagne.
- 11 mai : Léon VI le Sage, empereur byzantin[1].
- 18 juillet : Taizu, empereur des Liang postérieurs.
- 15 octobre :  Abd Allah ben Muhammad, émir omeyyade de Cordoue.
- 25 octobre : Rodolphe Ier, roi de Bourgogne.
- 13 novembre : Otton Ier, duc de Saxe.

- Smbat Ier d'Arménie, roi d'Arménie.
- Guanxiu, peintre et poète chinois.
- Ahmad ibn Yusuf, mathématicien arabe.
- Ibn Khurradadhbeh, géographe et directeur de la poste de l'empire abbasside de 869 à 885[2].
- Oleg le Sage, prince varègue du Rus' de Kiev de la dynastie des Riourikides.
- Yasovarman Ier, roi de l'Empire khmer.
- Muqaddam ibn Muafá, poète espagnol (° 847).

## Crédit d'auteurs
- Cet article est partiellement ou en totalité issu de l'article intitulé « 912 » (voir la liste des auteurs).